# Dietes iridioides
A Dietes iridioides az egyszikűek (Liliopsida) osztályának spárgavirágúak (Asparagales) rendjébe, ezen belül a nősziromfélék (Iridaceae) családjába tartozó faj.
Nemzetségének a típusfaja.

## Előfordulása
A Dietes iridioides eredeti előfordulási területe Angola, a Dél-afrikai Köztársaság, Etiópia, Kenya, a Kongói Demokratikus Köztársaság, Malawi, Mozambik, Szváziföld, Tanzánia, Uganda, Zambia és Zimbabwe. Hawaiira, Jamaicára, Madeirára, Mauritiusra és Réunionra betelepítették.

## Alfajai
- Dietes iridioides subsp. angolensis Goldblatt & J.C.Manning
- Dietes iridioides subsp. iridioides (L.) Sweet ex Klatt

## Megjelenése
A növény 15-60 centiméter magas; gyakran elágazó. Levele 25-60 milliméter hosszú és 15-25 milliméter széles; keskeny és lándzsás alakú. A levelek a szár alján rövidebbek, míg feljebb hosszabbak. Az idősebb levelek megbarnulnak. A virágok egyes szirmai 35-55 milliméteresek is lehetnek. A virágai fehérek, felül kékes árnyalattal; a főbb, nagyobb szirmokon sárga nektárra irányító sáv van. A termése, 20-30 milliméter hosszú, felálló toktermés. Ez a tok tojásszerű alakú, repedezett felszínnel.

## Képek

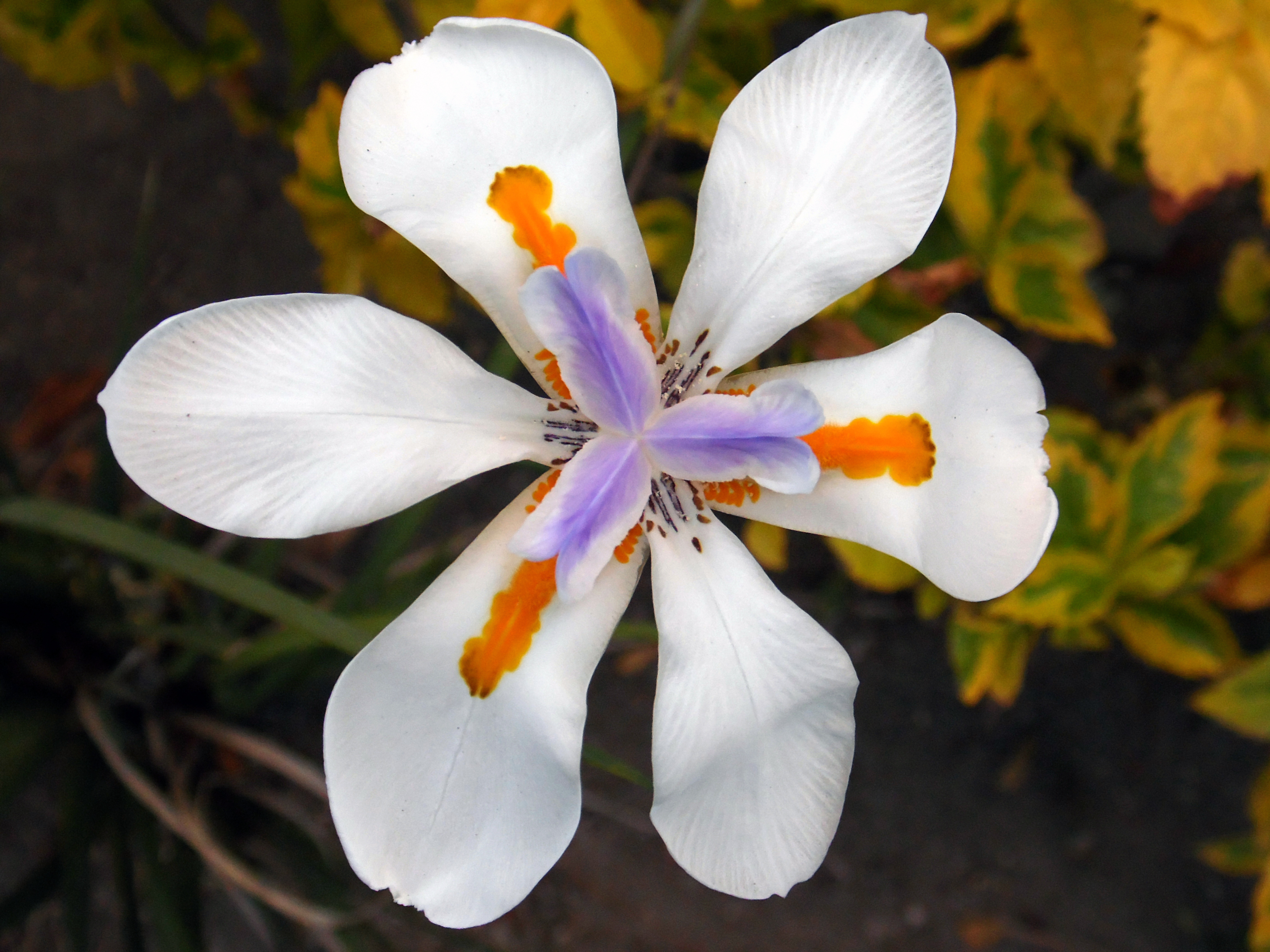
Virágai
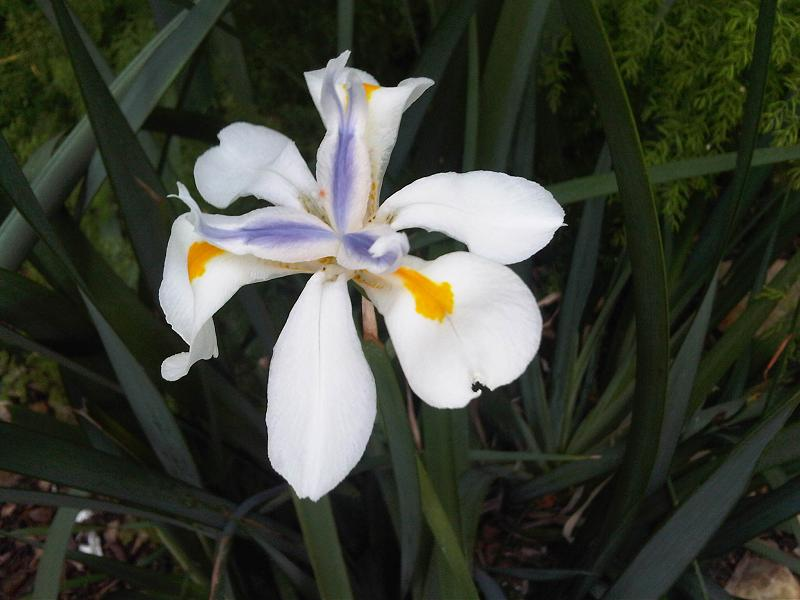
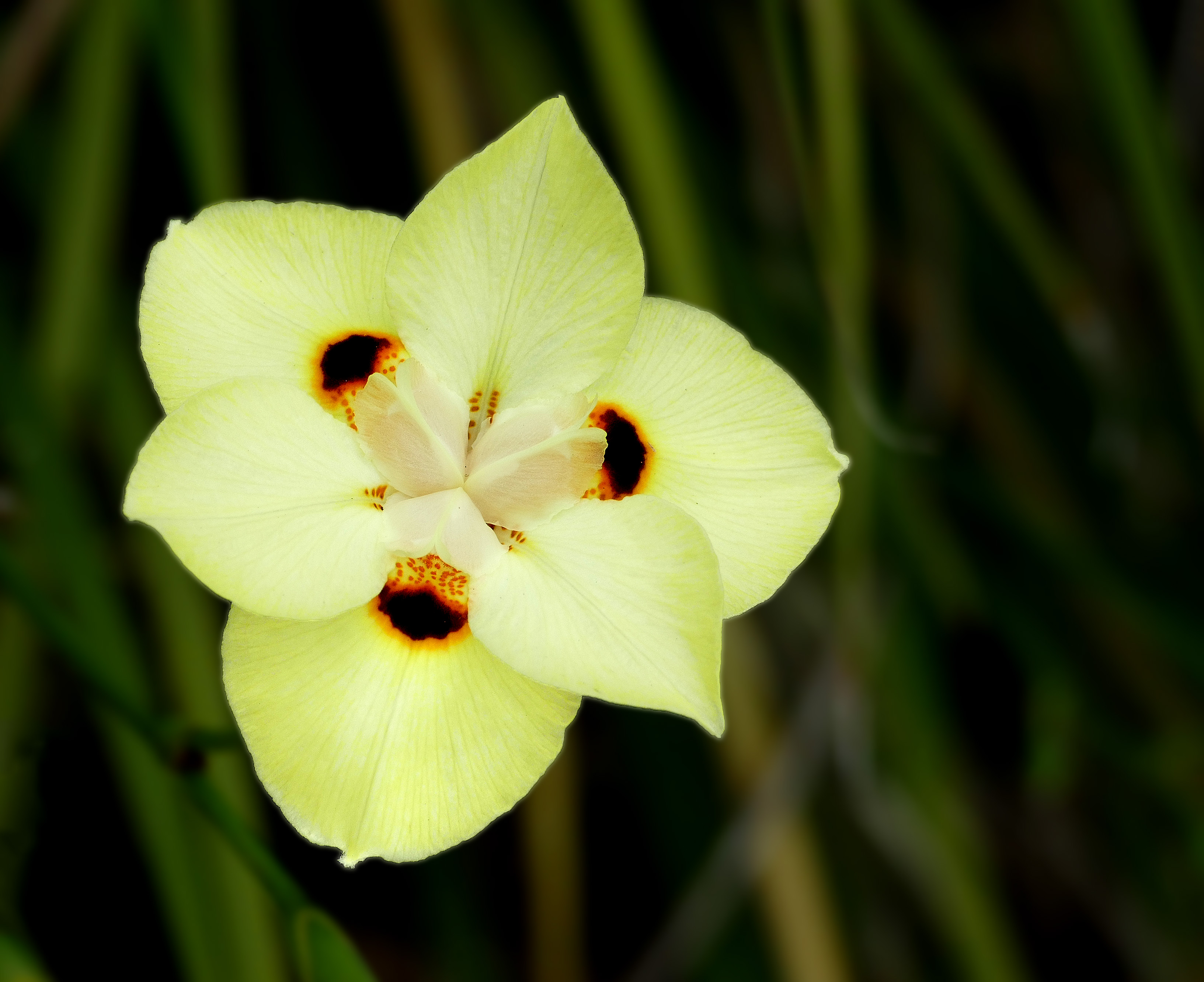
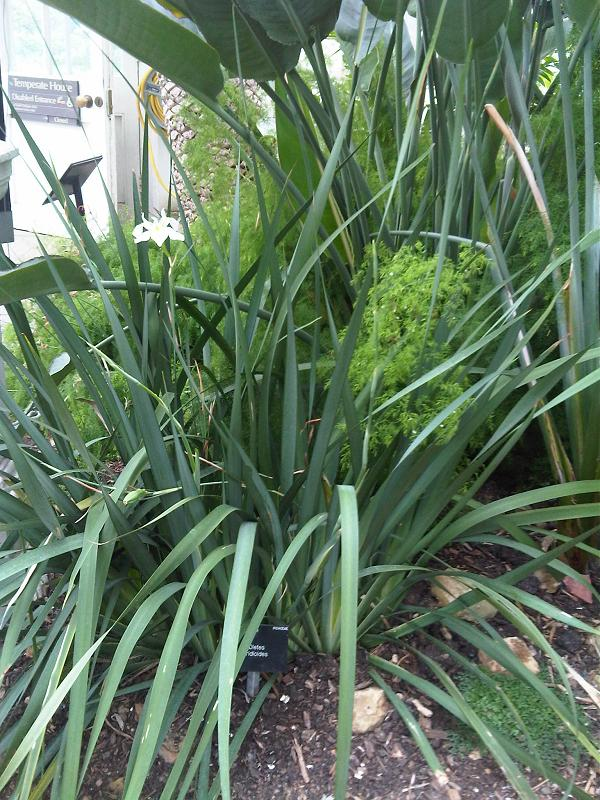
Levelei
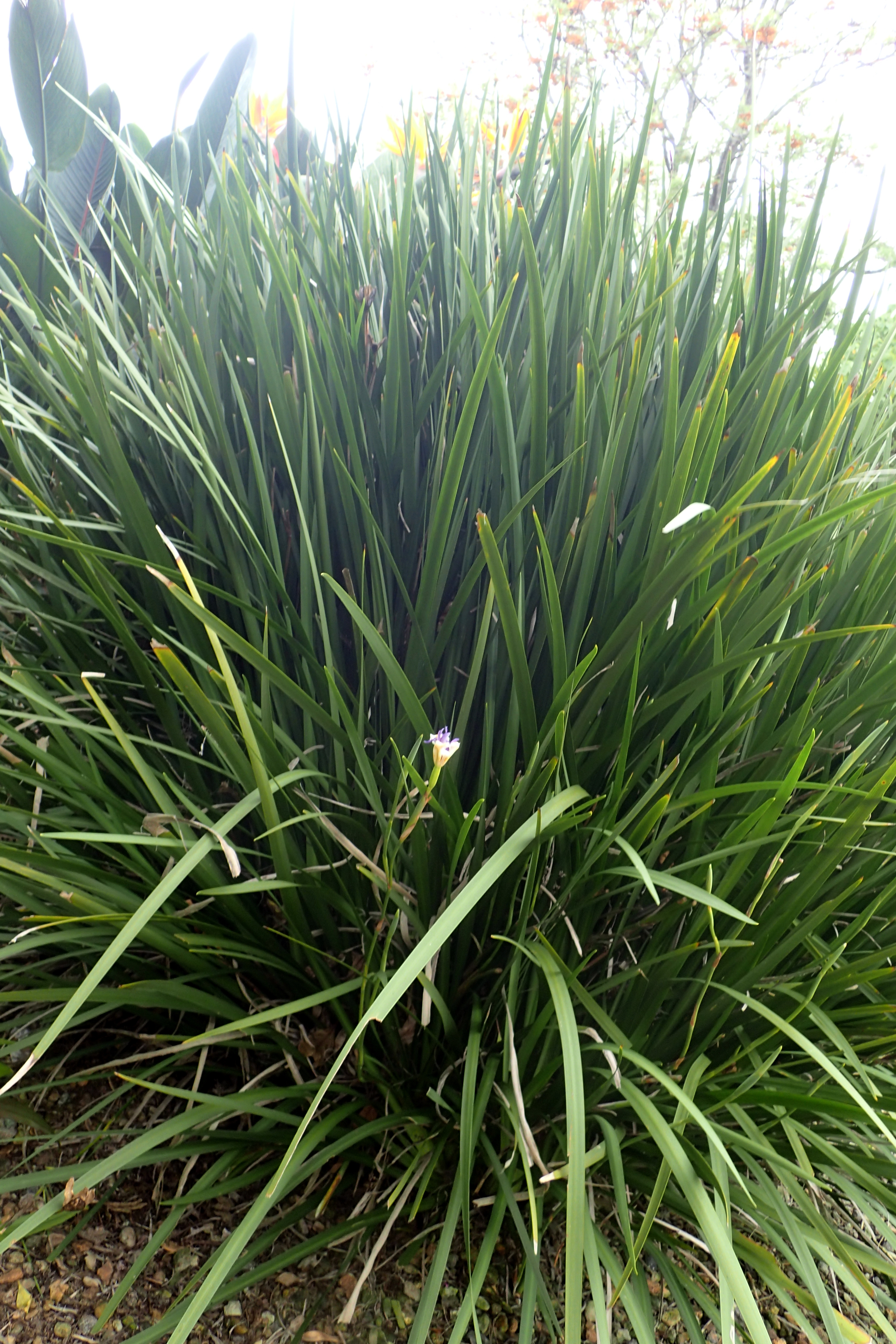